# Ophiusa hopei
Ophiusa hopei là một loài bướm đêm thuộc họ Erebidae. Nó là loài đặc hữu của Madagascar.